# Brandschutzwart
Der Brandschutzwart ist ein von der Leitung eines Unternehmens, welches zum Brandschutz dieses Unternehmens bzw. einzelner Betriebsteile eine Feuerlöschanlage einsetzt, verantwortlich benannter, für diese Aufgabe qualifizierter bzw. zu qualifizierender Betriebsangehöriger.

## Aufgaben
Der Brandschutzwart soll sicherstellen, dass vorhandene Feuerlöschanlagen jederzeit betriebsbereit sind und den jeweiligen Richtlinien entsprechen.
Er hat für die Einhaltung der Bedienungs- und Wartungsanweisungen des Errichters und der gesetzlichen Bestimmungen zu sorgen. Er hat die jeweils notwendigen Kontrollen durchzuführen, erforderliche Reparaturen zu veranlassen und ggf. alle getroffenen Maßnahmen sowie Ereignisse im Betriebsbuch einzutragen.
Der Brandschutzwart ist ggf. auch für die Durchführung von Mitarbeiterschulungen zuständig.

## Legitimierung
Die VdS Schadenverhütung hat mit dem Sprinklerwärter und dem Gaslöschanlagenwärter zwei Begriffe definiert um konkrete Forderungen an versicherte Unternehmen bezüglich Institution, Ausbildung und Qualifikation des Brandschutzwarts stellen zu können.